# Струнный квартет (Веберн)
Струнный квартет, соч. 28 ― произведение Антона Веберна для двух скрипок, альта и виолончели. Является последним сочинением композитора для камерного оркестра; его более поздние произведения ― это две кантаты (соч. 29/31) и вариации для большого оркестра (соч. 30).

## История
Работа была начата в ноябре 1936 года, а её премьера состоялась на фестивале в Питсфилде (штат Массачусетс) 22 сентября 1938 года по заказу Элизабет Спрэг Кулидж. К оригинальной партитуре квартета, отправленной Элизабет, прилагалось письмо, в котором Веберн назвал пьесу «чисто лирической» и сравнил её со второй и третьей частью сонат для фортепиано Людвига ван Бетховена.

## Структура
Квартет состоит из трёх частей:
1. Langsam (умеренно) ― в форме вариаций.
2. Gemächlich (неторопливо) ― в простой трёхчастной форме (ABA), первая и последняя часть которой представляют собой четырёхголосный канон.
3. Sehr fliessend (очень плавно) ― в свободной форме, с многочисленными изменениями текстуры и характера композиции. Веберн в письме Эрвину Штайну назвал средний раздел этой части фугой.

Струнный квартет атонален и написан в технике додекафонии. Серия, являющаяся основой всего произведения (B, A, C, H, D♯, E, C♯, D, G♭, F, A♭, G), основана на мотиве B-A-C-H и состоит из трёх тетрахордов:
Audio playback is not supported in your browser. You can download the audio file.
Можно заметить, что первые четыре ноты тонального ряда — это сам мотив B-A-C-H, за которым следует его инверсия; далее идёт тот же мотив, перенесённый на большую терцию вниз. Особым свойством данной серии является то, что её инверсия (G, A♭, F, G♭, D, C♯, E, D♯, H, C, A, B) эквивалентна её ракоходу.
Произведение было впервые опубликовано в 1939 году издательством Boosey & Hawkes; оно стало последним произведением Веберна, опубликованным при жизни композитора.